# Liis Pello
Liis Pello (* 7. Februar 1988 in Keila) ist eine estnische Fußballspielerin.
Pello spielt aktuell seit 2006 für die estnische Frauenfußballabteilung des Tallinna FC Flora. Auch wurde sie mehrmals für die estnische Frauenfußballnationalmannschaft eingesetzt.